# 翁惹化
拿督斯里翁·嘉化爵士（Dato' Siri Onn bin Ja'afar'，1895年 – 1962年1月19日），KBE，馬來亞馬來人政治家，曾任柔佛州务大臣。他是马来民族统一机构（英語：United Malays National Organization，簡稱巫统）的創立者，並且設置了人民信託局（簡稱MARA），促進了馬來西亞的社會經濟發展。

## 生平
翁·惹化幼年时，曾在英国留学了7年，之后在霹雳洲江沙的马来学校接受教育。毕业后，进入英国驻马来亚顾问署担任书记。
1915年，驻守在马来亚的穆斯林印度军人发起星洲暴动，翁·惹化也前往星州协助当地平息暴动。
翁·惹化的祖父和父亲曾是柔佛州的州务大臣，他跟随这一个传统，在40岁时担任柔佛州务大臣职位。

### 從政生涯
從1920年代開始，翁·惹化開始在柔佛發動馬來民族運動。他成為一名撰寫文章聲張馬來人的福利的記者，其中有些文章抨擊了柔佛州的依布拉欣蘇丹（Ibrahim of Johor）的政策。依布拉欣蘇丹一向將翁·惹化視如己出，但他的這些行為造成兩人關係緊張。最後，翁·惹化在為一家新加坡開設的英語報紙《星期日鏡報》（Sunday Mirror）寫了一篇批評依布拉欣蘇丹統治下的柔佛軍備廢弛，及罔顧土著權益的文章之後，蘇丹下令驅逐翁·惹化。翁·惹化在被驅逐之後持續發表政論，且名氣越來越大。1936年，依布拉欣蘇丹再次邀請翁·惹化回到柔佛。
翁·惹化與安华·阿都马力（Haji Anwar bin Abdul Malik）、赛·阿威·赛·赛益·奥哈迪（Haji Syed Alwi bin Syed Sheikh al-Hadi）、和莫哈末·诺亚·奧马（Mohamad Noah Omar）成立了「馬來民族統一機構」（巫統），目標是團結馬來人的力量來推翻英國人組建且進行特權階級統治的馬來亞聯邦（Malayan Union）。
第二次世界大战爆发时，翁·惹化在柔佛担任宣传部长，并协助柔佛民众撤退。日军占领马来亚时期，他担任日军糧食部的工作，并暗中帮助马来亚反日军组织。1945年日本投降时，他在峇株巴辖县担任县长。1946年3月，他组织了1万7000多人召开马来人团体大会，商议成立巫协组织（即巫统前身），并在同年5月1日，翁·惹化擔任巫协的首任主席。

### 馬來亞聯邦
第二次世界大戰後，英國宣布成立馬來亞聯邦，放寬移民政策，減少馬來統治者的主權，不承認馬來人至上，並作為英國的保護國。本地出生的居民，大多數華人和印度人將依據聯邦的屬地主義原則而取得公民權。馬來人對於將平等權利賦予所有人的這項保證感到不滿。甚至連他們的傳統行業—公務員，也開放給所有的馬來亞居民。在一開始，馬來人並不認定自己包括在「馬來亞人」這個標籤之下。
在政治上覺醒的馬來人抗議這個聯邦的成立，在一場聚會舉起標語牌主張：「馬來亞屬於馬來人。我們不希望將馬來人的權利和特權賦予其他種族」。有一個馬來人組織告訴英國人，聯邦的公民身份條款將導致「抹去馬來種族及其土地和統治者的存在」。柔佛的行政官員對於依布拉欣蘇丹同意和麥邁克爵士簽署這份法律感到特別不滿，並聲稱蘇丹的行為違反了柔佛憲法（Undang-undang Tubuh Negeri Johor）中明確規定的「禁止外國勢力介入國家行政的行為合法化。」
1946年2月1日，阿旺哈山等七名異議分子，在阿布巴卡蘇丹國家清真寺發動遊行，以反對蘇丹簽屬條款。而時任峇株巴轄（Batu Pahat）公務員的翁·惹化也被邀請參加。抗議者揚言要推翻叛國的蘇丹，一時間，許多民族主義的口後應運而生。
2月22日，遊行的消息傳到當時在寄宿在倫敦格羅夫納·J·W·萬豪酒店的依布拉欣蘇丹耳裡。因此，蘇丹向英國撤回同意這項法案的方案，但這個舉動並沒有平息翁·惹化和其他異議分子的怒火。在此之後，翁·惹化聯合了其他馬來邦組織了更多的是會運動來反對馬來亞聯邦，並在5月成立了巫來由人統一組織（又作全國巫人統一機構、馬來民族統一機構，United Malays National Organization），中文簡稱「巫統」。
為了安撫馬來人和巫統領袖，依布拉欣蘇丹主動捐獻約$5,000美金給巫統，並且在1946年任命翁·惹化為柔佛州州务大臣。
之後，馬來亞聯合邦成立，下令撤回非馬來人所擁有的公民權，這激怒了許多馬來西亞華人。1949年，陳禎祿成立馬來西亞華人公會（Malaysian Chinese Association，簡稱MCA），以聲張聯合邦華人的權益。因此，馬來人與華人之間的衝突正式展開，翁·惹化與陳禎祿則刻意保持距離。但馬華公會爭取華人權益的路途一開始並不順遂，因為依布拉欣蘇丹不習慣與華人商人合作，陳禎祿很難與他進行溝通。
同時，依布拉欣蘇丹對於翁·惹化的行政表現開始感到不滿意，因為它過於熱衷巫統的事務而忽略了柔佛的事務。1950年初期，蘇丹召見了翁·惹化，要他在巫統事務和柔佛事務選擇一個，翁·惹化選擇了前者，並於5月辭了州务大臣。

### 離開巫統
在之後幾年，翁·惹化開始對於巫統堅持的馬來人本位主義感到厭惡，因此呼籲接納不分種族的馬來亚人，提議將政黨名稱改為「馬來亞民族統一機構」（United Malayans National Organisation），意欲消除名稱中的馬來人本位主義。但是他的建議在受到拒絕之後，1951年8月26日，翁·惹化離開了巫統，並成立了馬來亞獨立黨（Independence of Malaya Party，簡稱IMP）。然而，馬來亞獨立黨得不到大多數馬來亞人的支持。1952年舉行的吉隆坡市議會選舉，馬來亞獨立黨慘敗。最後翁·惹化又離開了馬來亞獨立黨，於1954年2月建立了马来亚国家党（Parti Negara），對於非馬來人的成員資格做出限制以取悅馬來人，終於在1959年以他的新政黨在國會取得一个席次。
虽然取得一点突破，但随着翁·惹化于1962年逝世，這兩個政黨之后都沒有取得民眾足夠的支持來對抗東姑阿都拉曼領導的联盟，最後逐漸淡出政壇。

## 争议
翁嘉化在马来亚独立党不获民众支持后，放弃了原本提倡的多元种族政党路线，转而走向种族极端，他开始对马华公会展开大肆攻击。1953年3月25日，翁嘉化在吉隆坡独立党分部演讲时，以中华总商会代表团曾赴台湾向总统蒋中正宣誓效忠事项，指责在马来亚华人中有98％效忠中国国民党，而其余2％则是马共分子。他指责马华已经被中华总商会控制，并与中国国民党暗通款曲，要将马来亚变成中国第20个省。
马华领袖陈修信在立法议会内针对翁嘉化在议会外发表种族性言论，破坏族群和谐问题提出了谴责动议（motion of censure）。他批评翁嘉化的指责毫无根据，不负责任，并且将引起非常严重的后果，即导致华人与马来人两大民族的分裂。最终，谴责动议在9票对40票，以及20票弃权下被否决。支持陈修信者为梁宇皋、胡家濂、梁长龄、张崑灵、杜荣和，及三名巫统领袖；华裔议员方面，投反对票有杨旭龄、叶松纲；保持中立者有辜承福、林开成、欧阳炳晋和温林鸣凤。

## 大眾形象
2007年，翁·惹化的故事被知名的馬來西亞導演Shuhaimi Baba拍為電影《1957: Hati Malaya》，而翁·惹化角色則是由Zaefrul Nadzarine Nordin飾演。